# Gorka Izagirre
Gorka Izagirre Intxausti (Ormaiztegi, 1987. október 7. –) spanyol-baszk profi kerékpáros. Országúton és cyclo-cross-ban egyaránt versenyez. Jelenleg a spanyol-baszk Euskaltel–Euskadi csapat tagja. Édesapja, Jose Ramon Izagirre is kerékpárversenyző volt. Testvére, Ion Izagirre is aktív versenyző.

## Eredményei cyclo-cross-ban
2003
1., Spanyol cyclo-cross bajnokság - Amatőr
2005
2., Aizarnazabal
2., Ermua
2006
2., Aizarnazabal
2008
3., Spanyol cyclo-cross bajnokság - U23

## Eredményei országúti versenyzésben
2008
1. - Gran Premio Segura
3., összetettben - Vuelta Madrid - U23
2010
1., 4. szakasz - Tour de Luxembourg
1. - Prueba Villafranca de Ordizia
2011
2. - Trofeo Deia
7., Spanyol országúti bajnokság - Időfutam
9. - Trofeo Inca
10., összetettben - Tour du Haut Var

## Grand Tour eredményei
| Grand Tour | 2011 | 2012 | 2013 | 2014 | 2015 | 2016 | 2017 | 2018 | 2019 | 2020 | 2021 |
| ---------- | ---- | ---- | ---- | ---- | ---- | ---- | ---- | ---- | ---- | ---- | ---- |
| Giro       | –    | —    | —    | 83.  | —    | —    | 28.  | —    | —    | —    | 19.  |
| Tour       | 66.  | 39.  | X    | —    | 32.  | X    | —    | 24.  | 42.  | 22.  |      |
| Vuelta     | —    | —    | —    | 37.  | —    | —    | —    | 29.  | 53.  | 19.  |      |